# Fredsegen i Augustenborg
Fredsegen i Augustenborg er et egetræ plantet af tyskerne i 1871 i anledning af, at Prøjsen i 1870-71 vandt Alsace og det nordlige Lorraine fra Frankrig.
På Jægerpladsen lå oprindeligt én af fire damme, hvor hertugens jægere vaskede deres hunde efter jagten. Jægerne boede i husene omkring pladsen, som er opkaldt efter dem. Oprindeligt var egetræet omgivet af et stakit for at beskytte det mod hærværk. Tyskerne havde desuden forsynet træet med et skilt, hvorpå der stod: Sieges Eiche ("Sejersegen").
Træet skulle minde om sejren, men var også et udtryk for, at tyskerne nu ønskede fred. Det blev markeret ved at plante en række fredsege i det tyske rige og dermed også i Sønderjylland, der var under preussisk styre fra 1864 til 1920. Ikke mange af de oprindelige fredsege har overlevet frem til i dag. Nogle er blevet erstattet af nye træer, mens andre er blevet fjernet. Fredsegen på Jægerpladsen i Augustenborg er et af de få danske fredsege, som har overlevet.
Danmarks Naturfredningsforening har udnævnt fredsegen i Augustenborg til "Evighedstræ". Det skete ved en diplomoverrækkelse på Jægerpladsen den 4. april 2012, hvor borgmesteren fik overrakt diplomet. Danmarks Naturfredningsforening udpeger og mærker gamle træer, der skal stå for evigt. Formålet er at redde så mange gamle træer som muligt.